# Glypta alternata
Glypta alternata är en stekelart som beskrevs av Dasch 1988. Glypta alternata ingår i släktet Glypta och familjen brokparasitsteklar. Inga underarter finns listade i Catalogue of Life.